# Ruta Provincial 24 (Formosa)
La Ruta Provincial 24 es una carretera de 140 km ubicada íntegramente en el Departamento Patiño en el centro de la Provincia de Formosa, Argentina. Pertenece a la red vial primaria de la provincia. Del total, 95 km se encuentran asfaltados y el resto es de tierra.

## Localidades que atraviesa
- Colonia KM 503
- Estanislao del Campo
- San Martín 2